# Álmodj rózsaszínt
Az Álmodj rózsaszínt (angolul: Pretty in Pink) 1986-ban bemutatott amerikai romantikus filmvígjáték, mely az 1980-as évek amerikai középiskolásainak életét és szerelmi küzdelmeit mutatja be. A John Hughes által írt alkotás egyike az úgynevezett „Brat Pack”-filmeknek. Főszereplője Molly Ringwald, rendezője pedig Howard Deutch volt, akinek ez volt az első rendezése.

## Cselekmény
|  | Alább a cselekmény részletei következnek! |

A végzős középiskolás Andie Walsh (Molly Ringwald) egy munkásosztálybeli lány, aki az iskola gazdag és divatos fiúinak egyikébe, Blane McDonough-ba (Andrew McCarthy) szerelmes. Andie és Blane kapcsolatát a különböző társadalmi háttérrel rendelkező baráti köreik is fenntartással kezelik.
Andie egy hátrányos környéken él munkanélküli édesapjával (Harry Dean Stanton). A lány legjobb barátja „Kacsa” (Jon Cryer), aki titkon szerelmes a lányba, de Andie előtt viccel palástolja ezt. Az iskolában Andie-t Blane barátai, az arrogáns, gazdag fiatalok, Benny (Kate Vernon) és Steff (James Spader) zaklatják.
Az iskola mellett Andie a TRAX nevű new wave lemezboltban dolgozik a chicagói kínai negyedben. A bolt tulajdonosa Iona (Annie Potts), a lány barátnője és mentora, aki azt tanácsolja, hogy annak ellenére is menjen el a végzős bálra, hogy nincs párja.
Blane megteszi az első lépést a lány irányába, amikor számítógépen keresztül csevegni kezd vele a számítástechnika-laborban, ami Andie-t elbűvöli. A fiú a new wave-osok, metálosok és punkok területére merészkedik, és randira hívja Andie-t.
A találka estéjén Andie Blane-re vár a TRAX-nál, a fiú azonban késik. Amikor Blane végre megérkezik Kacsa és Andie éppen veszekednek. Kacsa megpróbálja meggyőzni a lányt, hogy a gazdagabb rétegből származó fiú csak bántódást fog okozni neki. Egy-két durva szó után Kacsa elviharzik, és Andie elmegy a találkájára. Blane javaslatára elmennek Steff házibulijára, de az esemény nem úgy alakul, ahogy a fiú szeretné. A lánnyal mindenki rosszul bánik, köztük az ittas Steff és Benny is. Andie erre azt javasolja, hogy egy helyi szórakozóhelyre menjenek, ahol Kacsával és Ionával találkoznak. Kacsa ellenségesen viselkedik Blane-el, és amikor a pár elhagyja a helyiséget megcsókolja a megriadt Ionát, hogy féltékennyé tegye Andie-t.
Blane felajánlja, hogy hazakíséri a lányt, aki visszautasítja azt, bevallván, hogy nem szeretné, hogy a fiú meglássa a környéket, ahol lakik. Végül megengedi, hogy hazavigye, majd megegyeznek, hogy együtt mennek a bálba. Ezt követően megtörténik első csókjuk.
Otthon Andie apja, Jack meglepi a lányt egy rózsaszín ruhával, melyet egy olcsó boltban vásárolt. Amikor a lány rákérdez, hogy hogyan tudta megvenni a drága ruhát, rájön, hogy apja hazudik, miszerint teljes munkaidős állást kapott. Veszekedni kezdenek, majd Jack összeomlik, és bevallja lányának, hogy még mindig lehangolt, mert Andie anyja elhagyta őket.
Eközben Blane, engedve Steff nyomásának, igyekszik eltávolodni Andie-től. Végül a lány kérdőre vonja, hogy miért kerüli őt az iskolában, illetve miért nem válaszol a telefonhívásaira. Blaine azt állítja, hogy már elhívott valakit a bálba, de elfelejtett szólni neki. Andie hazugnak nevezi, és azzal vádolja, hogy a fiú szégyelli őt a barátai előtt. Blane tiltakozik, miszerint ennek semmi köze nincs Andie-hoz, aki faképnél hagyja őt. Ezt követően Steff újra kritizálni kezdi a lányt, amit Kacsa fülébe jut, ezért rátámad Steffre az iskola folyosóján.
Andie találkozik Ionával, aki épp egy találkára készül. A barátnő ösztönzőleg hat rá, ezért elhatározza, hogy elmegy a bálba, csakhogy megmutassa, nem tört össze az eset után. Iona báli ruháját és az apjától kapott ruhát felhasználva Andie egy új, rózsaszín báli ruhát varr.
Amikor megérkezik a bálba összetalálkozik Kacsával, akivel kézen fogva sétálnak be a bálterembe. Amikor Steff gúnyolódni kezd a páron, Blane rájön, hogy barátja azért olyan ellenséges a lány irányába, mert Andie visszautasította Steff közeledését, amihez a fiú nem volt hozzászokva. Blane szembeszáll barátjával, majd Andie-hoz és Kacsához megy, kezet fog a fiúval, és elmondja a lánynak, hogy mindig is hitt benne, csak magában nem volt hite. Kacsa beismeri, hogy Blane nem olyan, mint a többi gazdag fiatal a suliban, és azt tanácsolja Andie-nak, hogy menjen vele. Andie elindul Blane után, Kacsára pedig rámosolyog egy lány, aki odahívja magához.
Andie a bálterem előtti parkolóban találja Blane-t, ahol szenvedélyesen csókolózni kezdenek.
|  | Itt a vége a cselekmény részletezésének! |

## Szereplők

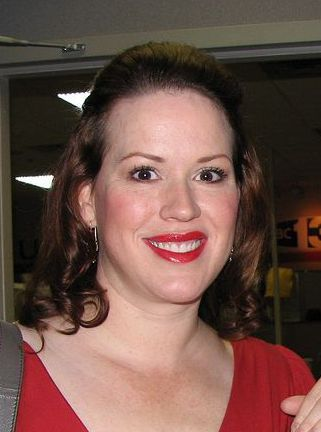
Molly Ringwald 2007-ben

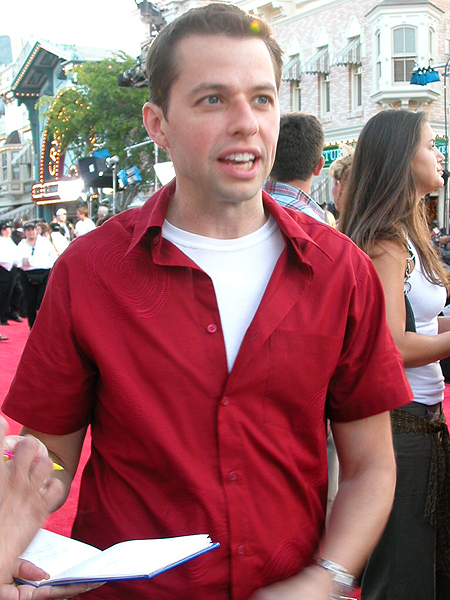
Jon Cryer 2003-ban

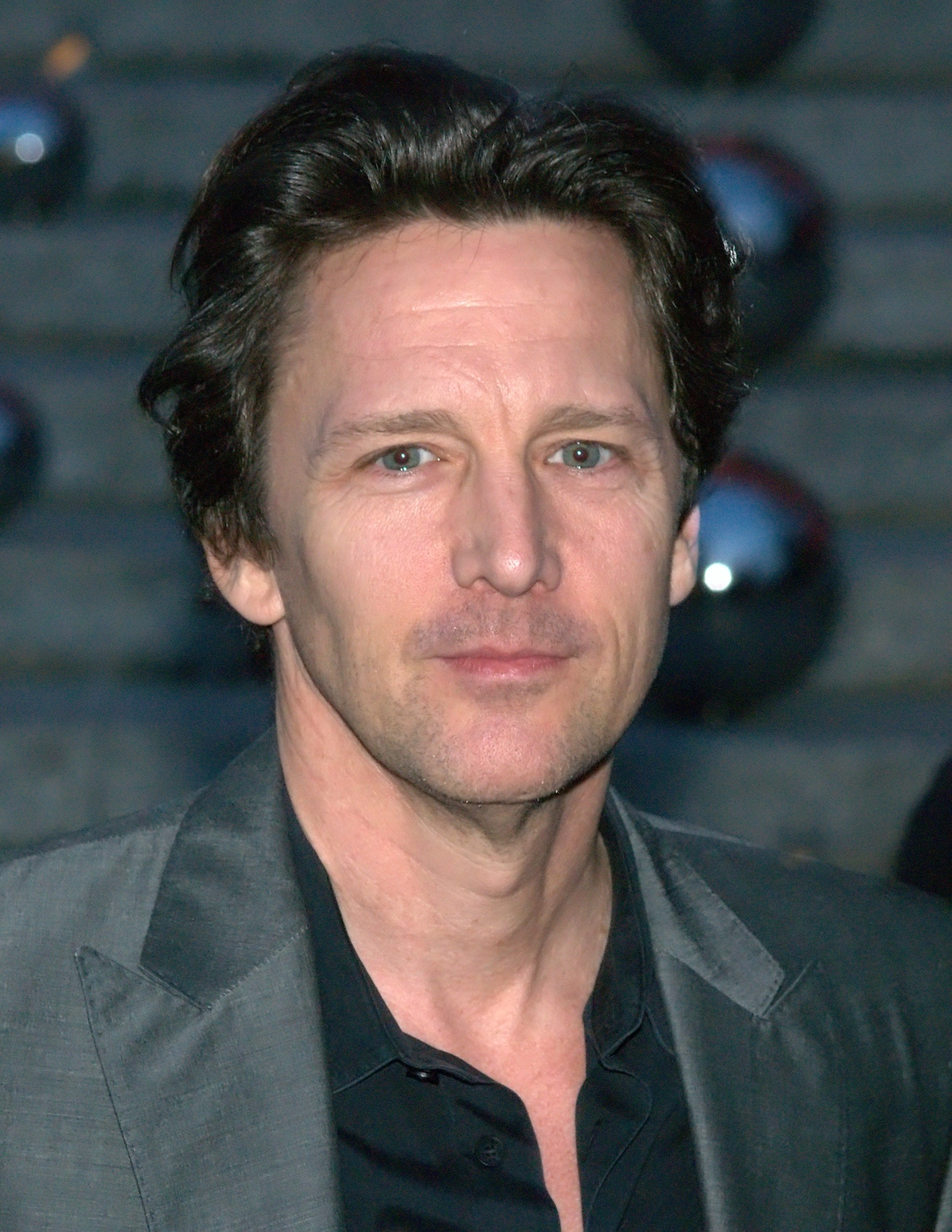
Andrew McCarthy 2010-ben

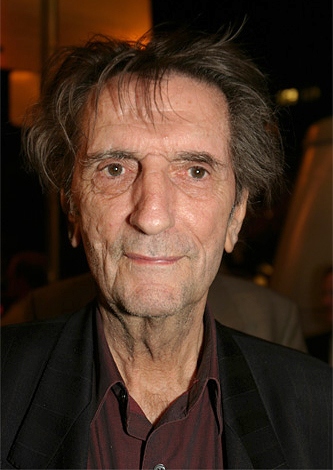
Harry Dean Stanton 2006-ban

| Szereplő                          | Színész            | Magyar hang      |
| --------------------------------- | ------------------ | ---------------- |
| Andie Walsh                       | Molly Ringwald     | Hámori Eszter    |
| Philip F. „Duckie” Dale („Kacsa”) | Jon Cryer          | Bartucz Attila   |
| Blane McDonough                   | Andrew McCarthy    | Bolba Tamás      |
| Jack Walsh                        | Harry Dean Stanton | Tordy Géza       |
| Iona                              | Annie Potts        | Györgyi Anna     |
| Steff McKee                       | James Spader       | Széles Tamás     |
| Benny Hanson                      | Kate Vernon        | Liptai Claudia   |
| Kidobó a CATS-ban                 | Andrew Dice Clay   | Németh Gábor     |
| Duckette                          | Kristy Swanson     |                  |
| Jenna Hoeman                      | Alexa Kenin        | Németh Borbála   |
| Simon                             | Dweezil Zappa      |                  |
| Trombley, barátnő                 | Gina Gershon       |                  |
| Fiú a hanglemezboltban            | Christian Jacobs   | Molnár Levente   |
| Donnelly                          | Jim Haynie         | Cs. Németh Lajos |
| Terrence                          | Jamie Anders       | R. Kárpáti Péter |

## A film készítése
John Hughes 1985 elején írta a film forgatókönyvét. A forgatás 1985. június 22-én kezdődött és október 12-én fejeződött be. A forgatás többnyire Los Angelesben és környékén zajlott.

### Szereplőválogatás
Kacsa szerepére eredetileg Anthony Michael Hall lett kiválasztva, de ő visszautasította a szerepet, mert attól tartott, hogy „kockaként” lesz beskatulyázva, mivel Hughes korábbi filmjeiben hasonlót alakított (Tizenhat szál gyertya, Különös kísérlet, Nulladik óra). John Hughes Robert Downey Jr.-ra is gondolt a szereplőválogatás során, végül Jon Cryer kapta meg a szerepet.
Andie alakját kifejezetten Molly Ringwaldra gondolva alkotta meg Hughes. Bár az elején vonakodott, de látva, hogy a producereknek milyen nagy gondot okoz a helyettesét megtalálni, Ringwald elvállalta a szerepet. Hughes boldog volt, mert tudta, hogy Ringwald nélkül Andie alakja nem lenne olyan hatásos.
Iona szerepét eredetileg Anjelica Huston-nak ajánlották, aki egy másik film miatt nem vállalta. Annie Potts-ra Hughes a Szellemirtókban figyelt fel.
A film végén a „Bruce Weintraub és Alexa Kenin emlékére” felirat szerepel. Mindketten a film bemutatása előtt hunytak el. Kenin, aki Jennát alakította, 1985. szeptember 10-én hunyt el, mindössze 23 évesen. Weintraub a film egyik díszlettervezője volt.

## Alternatív befejezés
Eredetileg a film úgy fejeződött be, hogy Andie és Kacsa összejönnek, de a tesztközönségnek ez a befejezés nem tetszett, ezért helyette leforgatták az Andie-Bane-féle befejezést.

## Zene
John Hughes korábbi filmjeihez hasonlóan az Álmodj rózsaszínt hanganyaga is többnyire new wave zenét tartalmaz. Míg a rendező Howard Deutch eredetileg a filmhez komponált zenét szeretett volna, Hughes hatására mégis post-punk zeneszámokat használtak fel. A főcímzenét a The Psychedelic Furs jegyzi, mely dal bizonyos mértékig a film ihletője volt, és a nyitóképekhez újra felvettek egy kevésbé nyers változatot.

## Fogadtatás
A kritikákat és a bevételt tekintve a film egyaránt sikeres volt, és ma is nagy hatással van a pop-kultúrára.

### Kritika
A film nagy sikert aratott a kritikusok körében is. A Rotten Tomatoes 32 szavazat alapján 81%-ot adott a filmnek.
Christopher Null szerint az alkotás „párbeszédei, jelenetei annyira élethűen tükrözik az 1980-as évek tinédzser romantikáját, amennyire csak tudják. Nem a legjobb szerelmi történet, amit valaha elmeséltek, de lehet, hogy ebben van a legtöbb szív.”
Scott Weinberg, az Apollo Movie Guide írója szerint a film „mindent egybevetve egy szórakoztató és általánosságban színpompás, tini-álmok-valóra-válnak-féle film, mely illően az 1980-as évek filmjei közül minden idők legjobb filmzenéjét nyújtja. Nem mély értelmű és távol áll az eredetiségtől, de Hughes írói stílusának még mindig sikerül elvarázsolnia, és ez a felsőfokú szereplői felállás felülemeli az Álmodj rózsaszínt a giccs határán.”
Roger Ebert szerint ez a film „bizonyítja, hogy egyes régi történetek miért nem halnak ki soha. Mind ismerjük a közhelyeket, a történet felénél már tudjuk a végkimenetelt. De végezetül, amikor a fiú és a lány – akik láthatóan egymásnak lettek teremtve – egymásra találnak, akkor az egy óriási elégedettséggel tölt el.”
A film az Entertainment Weekly 50 legjobb sulifilm című toplistáján 26. helyen végzett.

### Bevétel
A bemutatást követő hétvégén a film 6 065 870 dollár bevételt hozott, és összbevétele 40 471 663 dollár volt. 1986-ban a 22. legjövedelmezőbb alkotásnak bizonyult.

### Kulturális hatás
Az Entertainment Weekly 2010. október 15-i számában a film főszereplőinek találkozójáról tudósított, melyben az alkotók a filmről vallanak.
Az évek során a film nagy hatással volt a populáris kultúrára:
- A Psych – Dilis detektívek 4. évadjának 11, részében Shawn (James Roday) azt állítja, hogy ő és Gus (Dule Hill) olyanok mint Andie és Kacsa. A sorozat 3. évadjának 2., "Gyilkosság? Valaki? Bueller? Valaki?" című részében Shawn egy gyilkosság áldozatát úgy azonosítja, hogy annak helyzetét Kacsáéhoz hasonlítja. A Twin Peaks paródiájaként készült "Dual Spires" című epizódjában Shawn leleplezi a gyilkosság áldozatául esett lány és a városka jövőbeli vezetője, Randy Jackson közötti kapcsolatot. Randy a vezetői rangot örökletesen kapta volna meg, ezért meg volt tiltva neki, hogy olyannal találkozzon, aki elvinné őt a városkából. Shawn így foglalja el észrevételeit: „Értem. Álmodj rózsaszínt. Te vagy Andrew McCarthy.” A tájékozatlan Randy pislogás nélkül rákérdez, hogy ki Andrew McCarthy. Shawn bevallja, hogy „jogosan” nem ismeri a színészt. Tulajdonképp az egész várost egy szociálisan tudatlan településként festik le, Randy pedig később bevallja, hogy a város lakói egyedül az Everwood sorozatot nézik.
- A Glee alkotója, Ryan Murphy szerint Blaine Anderson karakterét az Álmodj rózsaszínt Blane-jéről nevezték el.
- A Dawson és a haverok harmadik évadjának Igazgató úrnak (To Green, With Love) című részében Pacey Witter (Joshua Jackson) Kacsáéhoz hasonlítja Joey Potter (Katie Holmes) iránt érzett szerelmét, amit Jen Lindley-nek (Michelle Williams) magyaráz el.
- A Gilmore Girls hatodik évad 20. epizódjában Luke lányának házibuliján ezt a filmet vetíti le Lorelai, mint a 80-as évek emblematikus tinifilmjét.